# Crow Creek Reservation

Lage des Reservats in South Dakota

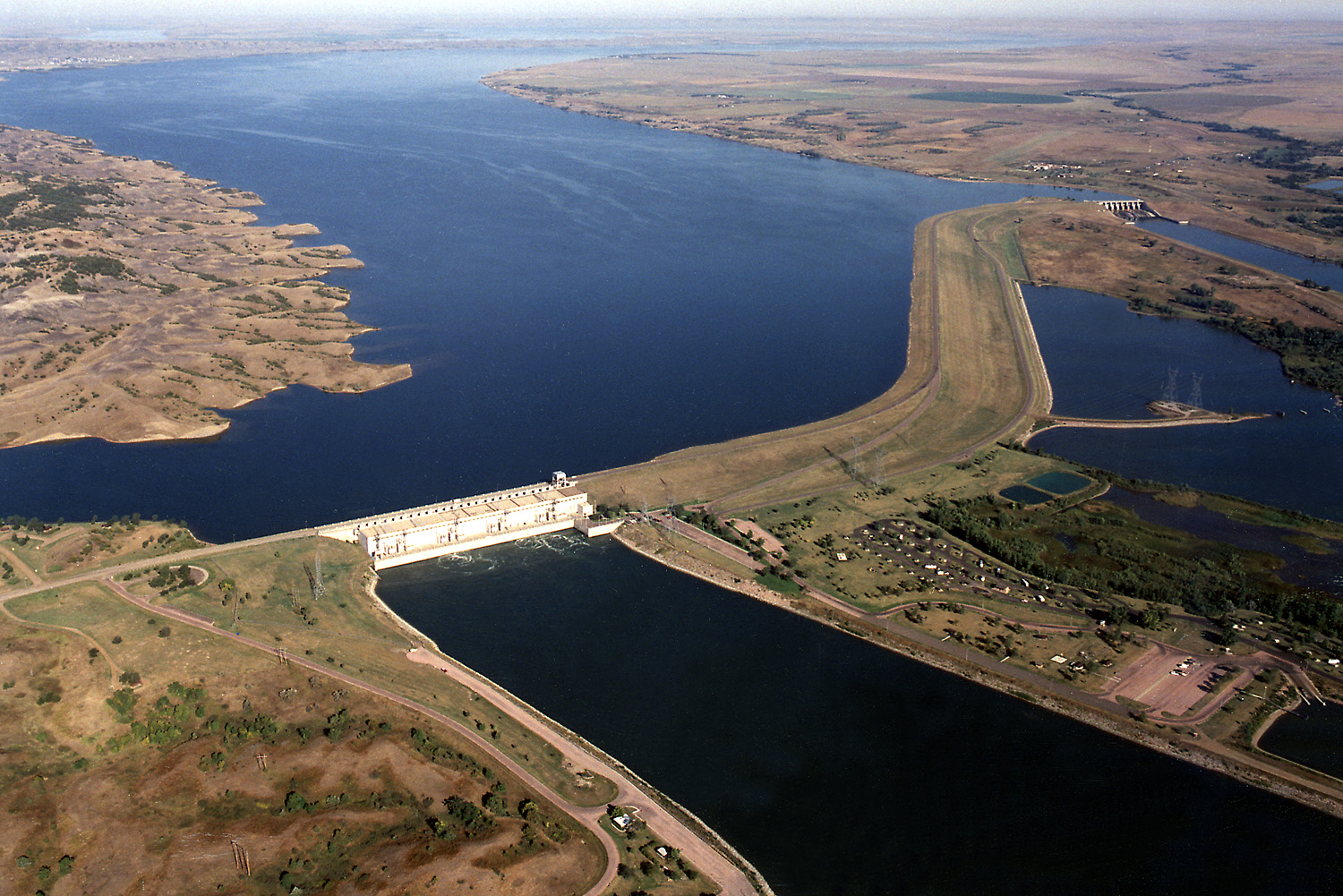
Big Bend Dam und Stausee Lake Sharpe

Crow Creek Reservation ist ein Indianerreservat im US-Bundesstaat South Dakota. Das Reservat liegt am östlichen Ufer des Missouri in Teilen von Buffalo, Hughes, und Hyde County und hat eine Fläche von 1092,09 km². Nach einer Volkszählung von 2010 hatte das Reservat 2225 ständige Bewohner. Verwaltungssitz des Reservats ist Fort Thompson in Buffalo County. Die Reservation liegt am Lake Sharpe, einem Stausee, der 1959 von den United States Army Corps of Engineers errichtet wurde. Dabei wurden Teile des Reservats überschwemmt. Das Reservat wird von Lakota- und Dakota-Sioux-Indianern bewohnt. Es grenzt im Westen an die Lower Brule Indian Reservation.

## Geschichte
Die meisten Bewohner kommen ursprünglich aus Minnesota. Nach dem Sioux-Aufstand 1862 wurden sie nach South Dakota vertrieben, bzw. flüchteten dorthin. Das Reservat wurde 1862 errichtet und war nie Teil der Great Sioux Reservation. Ursprünglich wurde das Gebiet des Reservats von Mandan- und Arikaree-Indianern bewohnt, doch wiederkehrende Pocken- und Cholera-Epidemien reduzierten die Bevölkerung des Gebietes nach 1750 dramatisch. Nach einer erneuten Pockenepidemie 1837 überlebten nur noch 100–150 Mandan. Einige davon gingen 1845 zu den Hidatsa nach Fort Berthold und die meisten anderen folgten später. Es gibt aber noch heute archäologische Fundstätten auf dem Gebiet des Reservats aus dem 8. und 9. Jahrhundert. Diese Indianer waren ursprünglich Ackerbauern.
Nach der Entstehung von Lake Sharpe wurden Teile des Reservats überschwemmt. Fort Thompson musste teilweise an einer neuen Stelle neu errichtet werden. Bei der Überflutung gingen viele fruchtbare Böden am Ufer des Missouri verloren. Dadurch verschlimmerte sich die wirtschaftliche Situation der Bewohner. Durch Verkäufe von Land wurde die Fläche des Reservats reduziert. 1990 erhielt das Reservat eine Entschädigung in Höhe von 29,5 Millionen Dollar zugesprochen. Die Gelder
werden vom Bureau of Indian Affairs verwaltet. Nur die Zinserträge stehen dem Reservat zur Verfügung. Das Reservat erwartet weitere Entschädigungen in Höhe von 79 Millionen Dollar.
Heute ist das Reservat eine Touristenattraktion, da es nicht weit von Pierre, der Hauptstadt von South Dakota, entfernt liegt. Das Reservat betreibt das „Lode Star Casino and Hotel“ und weitere Touristeneinrichtungen.